# 담리 (기업)
담리(DAMRI, 인도네시아어: Perusahaan Umum DAMRI)는 인도네시아 국영 버스 운영업체이다. 공기업으로서의 추가 개발 과정에서 담리(DAMRI)라는 이름은 여전히 버스와 트럭을 사용하여 승객 및 화물 운송을 수행하는 이 국영 기업의 브랜드 마크로 사용되고 있다.
담리는 인도네시아 거의 모든 지역에 걸쳐 서비스 네트워크를 보유하고 있다. 사업 활동에서 담리는 도시 교통, 지방 내 운송, 도시 간 운송, 공항 운송, 관광 운송, 물류 운송, 고립 지역 운송 및 국가 간 운송을 제공한다.